# Stéphan Martens
Stéphan Baziel Martens (* 15. Dezember 1931 in Astene, Deinze) ist ein ehemaliger belgischer Radrennfahrer.

## Sportliche Laufbahn
Martens (auch Stefaan Martens)  war im Bahnradsport und im Straßenradsport aktiv. Er war Teilnehmer der Olympischen Sommerspiele 1952 in Helsinki. Im Sprint schied er beim Sieg von Enzo Sacchi in den Vorläufen aus.
Bei den nationalen Meisterschaften gewann er 1952 hinter Jos De Bakker die Silbermedaille im Sprint. Im Straßenradsport wurde er 1950 Zweiter hinter Gentil Saelens im Eintagesrennen Omloop Het Volk (Amateurausgabe) und 1955 ebenfalls Zweiter hinter René Vandewalle im Rennen der Unabhängigen.